# B.S. Johnson
B.S. Johnson (Bryan Stanley Johnson) (ur. 5 lutego 1933 w Londynie, zm. 13 listopada 1973 tamże) – angielski pisarz i poeta.

## Życiorys
Całe życie spędził w Londynie. Jedyny dłuższy wyjazd poza to miasto miał miejsce podczas II wojny światowej, kiedy londyńskie dzieci zostały ewakuowane ze względu na naloty niemieckiego lotnictwa. Jako 16-latek nie dostał się do szkoły średniej i zaczął pracować jako urzędnik bankowy, buchalter w fabryce słodyczy oraz urzędnik w firmie Standard Oil Company. W 1956 roku dostał się do King’s College, gdzie ukończył anglistykę. W wieku 40 lat popełnił samobójstwo.
Napisał siedem powieści, dwa tomy poezji, znaczną liczbę opowiadań i krótkich form literackich. Tworzył też eksperymentalne filmy. Oprócz pracy twórczej pracował jako nauczyciel i dziennikarz sportowy. Jego twórczość miała charakter awangardowy, w dużej mierze stanowiła eksperymenty z formą. Tematyka powieści Johnsona bardzo często opierała się na wątkach autobiograficznych.
W 2008 roku jego powieść Nieszczęśni (The Unfortunates) została wydana w Polsce w formie nienumerowanych stron luźno ułożonych w kartonowym pudełku.

## Twórczość
- Travelling People (1963)
- Albert Angelo (1964)
- Trał (Trawl, 1966)
- Nieszczęśni (The Unfortunates, 1969, wyd. pol. w tłumaczeniu Katarzyny Bazarnik ISBN 978-83-89911-94-0, wydawnictwo Korporacja Ha!art, 2008)
- Przełożona w normie (House Mother Normal, 1971; wyd. pol. w tłumaczeniu Katarzyny Bazarnik ISBN 978-83-62574-41-4, wydawnictwo Korporacja Ha!art, 2011)
- Księgowość podwójna Christiego Malry'ego (Christie Malry's Own Double-Entry, 1973)
- Daj starszej pani godny (See the Old Lady Decently, 1975)